# Aikido

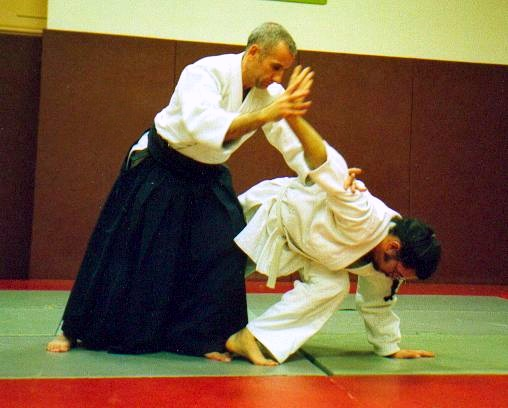
Tachi waza nikyo omote

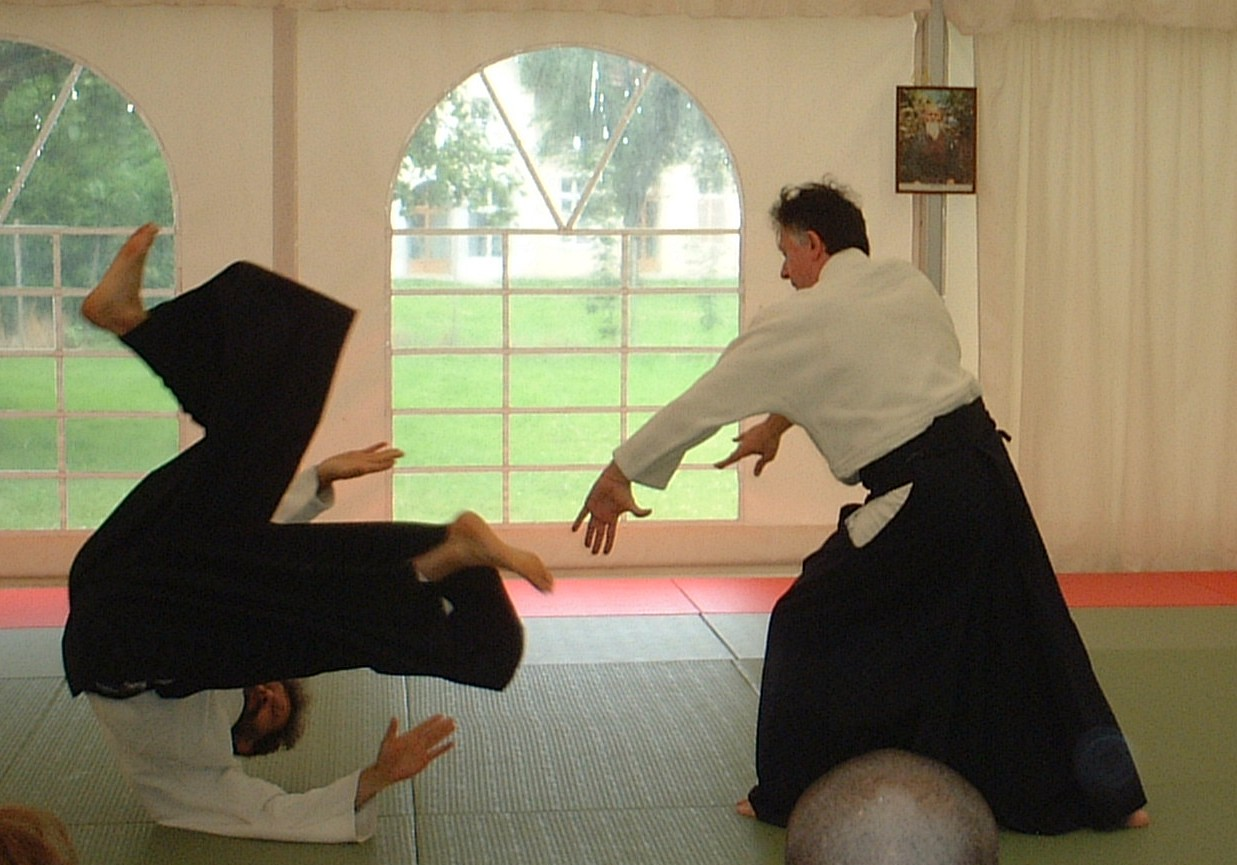
Kokiu nague

L'aikido és una art marcial japonesa pertanyent a la classificació de gendai budo, nom que reben les arts marcials modernes. Va ser fundat a principis del segle xx pel mestre japonès Morihei Ueshiba, conegut pels aikidokes com a Ō sensei («Gran Mestre»).

## Etimologia
La paraula aikido (合気道) està formada per tres vocables japonesos, que signifiquen aproximadament:
- Ai = unió, fusió, coordinació, harmonia
- Ki = energia, esperit, alè vital
- Do = via, camí, manera de viure

En conseqüència es diu que l'aikido és la via que ensenya a establir l'harmonia amb un mateix, amb els altres i amb l'univers sencer. També es defineix com la via de coordinació de l'energia del cos i la ment: «Unifica't perquè puguis establir l'harmonia interna que et permetrà actuar en harmonia amb l'oponent».

## Característiques
Tècnicament hom considera amb un cert consens que l'aikido és fill de la Daito Ryu Aikijutsu (escola de jujutsu el representant més conegut de la qual –a banda de ser professor de Morihei Ueshiba– va ser Sokaku Takeda). A més, Ueshiba va estudiar altres arts marcials, algunes tècniques o estratègies de les quals també van ser incorporades a l'aikido tot fent-lo evolucionar.
Encara que existeixen estils molt diferents d'aikido, la pràctica se sol caracteritzar pels següents trets:
- No hi ha kata ni pràctica en solitari.
- Una persona (anomenada tori, nage o shite) repeteix les tècniques mostrades per l'instructor ajudada per una o més persones (anomenades uke o aite) que li llencen els atacs «idealitzats» necessaris per a practicar la dita tècnica. Al cap d'unes quantes repeticions hi ha una inversió dels papers (o una rotació, en el cas de més d'un «atacant»).
- Es troba més a prop de les arts marcials de lluita (per constar grosso modo de projeccions i luxacions) que de les de percussió (boxa o cops de peu).
- Hom insisteix molt en la continuïtat i la fluïdesa dels moviments, en la respiració i en estar atent a l'adversari (tant per percebre el seu atac com per tenir-ne cura).
- No existeix la competició (excepte en l'estil tomiki i els que se'n deriven).
- Les tècniques de mà buida se solen complementar o reforçar amb l'aprenentatge de tècniques amb (o contra) armes.[3] Per no prendre mal se n'utilitzen unes d'especials anomenades:
  - Tanto, punyal de fusta.
  - Bokken, sabre de fusta.
  - Jo, bastó d'uns 128 cm de llargada.
  - Bo, bastó llarg amb una llargària equivalent a l'altura del que la utilitza des del terra fins al nas.

### Tècniques
Les tècniques d'aikido són aquelles que s'ensenyen durant l'estudi de l'aikido. Juntament amb els principis bàsics, l'etiqueta i l'actitud en són l'essència.
| Atacs bàsics Agafades - Aihammi katatedori - Giakuhanmi katatedori - Riotedori - Katate riotedori (Morote dori) - Kata dori - Ryo kata dori - Sode dori - Muna dori - Ushiro katate dori - Ushiro ryo kata dori - Ushiro hiji dori - Ushiro kata te dori kubi shime - Ushiro eri dori Atemis (cops) - Shomen uchi - Chudan tsuki - Iokomen uchi Agafades amb atemi - Katadori menuchi - Munadori menuchi | Tècniques bàsiques Katame waza (tècniques de control) - Ikkio - Nikio - Sankio - Ionkio - Gokio Nage waza (tècniques de projecció) - Irimi nage - Shiho nage - Kote gaeshi | Formes de pràctica - Suari waza - Hammihandachi waza - Tachi waza - Ushiro waza - Jiyu waza - Futari dori - Futari gake |

## Història
L'aikido actual té el seu origen en l'aikijutsu (més precisament en l'aiki no inyo) que, segons la tradició, va ser creat pel príncep Taijun, sisè fill de l'emperador Seiwa (850-800 aC). A través del seu fill Tsunemoto, l'art es va anar transmetent de generació en generació al si de la família Minamoto. Quan va arribar fins a Shinra Saburo Yoshimitsu, germà menor Minamoto Yoshie, sembla que ja s'havien establert les bases tècniques del que s'anomenarà aikido. El segon fill de Yoshimitsu, Yoshikiyo, que vivia a la província de Kai, al centre del Japó, va rebatejar l'ensenyament amb el nom d'aquesta província, Kai. El 1574, Takeda Kunitsugu es va traslladar a la regió d'Aizu i les tècniques transmeses als seus descendents van ser conegudes com a aizu todome waza.
Durant tot aquest període, l'ensenyament i la pràctica d'aquest art constituïa un privilegi exclusiu dels samurais, sent conegut només a l'interior del clan i de la família, fins que el Japó va sortir de la feudalitat amb l'arribada de l'era Meiji (1868). A partir d'aleshores, Takeda Sokaku Sensei, el cap del clan, va començar a divulgar l'art a gent "de l'exterior", tot viatjant arreu del país fins a establir-se a Hokkaido de manera permanent. El seu fill, Takeda Tokimune Sensei, va obrir un dojo a Abashiri, on va perpetuar i desenvolupar l'aikijutsu en tant que representant de l'escola Daito.

## Estils
Hi ha un gran nombre d'interpretacions de què va ensenyar Morihei Ueshiba, la qual cosa ha donat lloc a escissions i diferents estils d'aikido, que es poden classificar en tres grans grups: estils a dins l'aikikai, escoles fora de l'aikikai (creades per alumnes d'O sensei) i noves escoles.

### Estils a dins l'aikikai
- Hikitsuchi Michio, que té una visió molt personal de l'ensenyament de l'aikido i va ser l'únic que rebé la transmissió del Masakatsu Bo Jutsu.
- Iwama Ryu, creat per Morihiro Saito, que posa un èmfasi especial en l'ensenyament de les bases i en l'ús del bokken i el jo.

### Escoles fora de l'aikikai (creades per alumnes d'O Sensei)
- Yoshinkan (Gozo Shioda)
- Yoseikan (Minoru Mochizuki)
- Shodokan (Kenji Tomiki), anomenat també tomiki
- Ki aikido (Koichi Tohei), anomenat també shin shin toitsu aikido
- Manseikan, (Kanshu Sunadomari)
- Shin'ei taido (Noriaki Inoue)
- Nippon kan
- Tendo ryu
- Shin budo kai
- Kokikai
- Seidokan

### Noves escoles
- Aikibudo, creat per Alain Floquet
- Tenshin
- Kishintai, creat per Alejandro Bosch Solá

## Graus i titulacions
Com la majoria d'arts marcials modernes, va adoptar el sistema kiu/dan comú a moltes arts japoneses.
Kiu
Es comença la pràctica com a mukiu (sense grau) i successivament es poden assolir els graus de gokiu (5è), ionkiu (4t), sankiu (3r), nikiu(2n),i ikkiu (1r). Aquests graus, després d'un temps de pràctica i d'un examen o avaluació els sol atribuir el mateix professor a dins el dojo. Normalment no es duu un registre oficial extern al propi dojo, i en alguns casos/dojos, es passen diversos graus alhora. També hi ha alguns dojos en què pels nins hi ha més graus, començant al 9è, 10è o 12è, segons els casos.
A la majoria de dojos els practicants amb grau kiu fan servir el cinturó blanc, però en alguns casos, i sempre segons la decisió de cada professor es fan servir els mateixos colors que en judo o karate. Els practicants amb grau kiu reben genèricament el nom de mudansha (els que no tenen dan).
Dan
A partir d'aquí es comença amb els graus dan, que modernament van del 1r al 8è (shodan, nidan, sandan, iondan, godan, rokudan, sichidan, hachidan), malgrat que actualment hi ha encara alguns antics alumnes d'O Sensei que tenen el kudan (9è) o el judan (10è), que actualment no són atorgats. Per obtenir el shodan cal un cert temps de pràctica, haver complert els 16 anys i ser presentat per un professor reconegut.
Dins aquest sistema l'aikido té la peculiaritat que tots els kiu solen fer servir el cinturó blanc, i tots els dans el negre.

### Titulacions
Al Japó
El sistema de titulacions japonès està format per tres nivells:
- Fukushidoin (assistent). Per accedir a aquest nivell s'ha de tenir com a mínim el 2n Dan. Autoritza a donar classes i en alguns casos a fer exàmens de kiu.
- Shidoin (professor). Com a mínim s'ha de tenir el 4t dan. Faculta per realitzar exàmens fins a 3r dan.
- Shihan (mestre). Com a mínim s'ha de tenir el 6è dan. Faculta per realitzar exàmens fins a 4t dan i recomanacions fins a 5è dan. En cas de ser 7è dan, es poden fer recomanacions fins a 6è dan.

L'obtenció del grau no implica que automàticament es tengui la titulació, ja que aquesta és atorgada de manera separada al grau per les entitats reconegudes per l'aikikai, excepte en el cas dels shihan, que únicament poden ser nomenats pel mateix aikikai.
A Espanya
Segons la vigent llei de l'esport i la normativa que la desenvolupa, les titulacions d'ensenyament/entrenament esportiu a Espanya estan organitzades en 3 nivells. Per obtenir-les es necessita una certa titulació dins l'ensenyament reglat, un grau en aikido, i fer el corresponent curs, que consta d'una part comuna amb tots els esports i una altra específica d'Aikido. Actualment les competències estan transferides a les comunitats autònomes.
- 1r nivell: Antigament anomenats Monitor-Instructor, actualment s'anomenen Tècnics Esportius de 1r nivell o Tècnic Esportiu Elemental. Són requisits necessaris tenir el 1r dan atorgat per la RFEDJYDA/CSD (Consejo Superior de Deportes) i la titulació de Graduat en ESO. Aquesta titulació faculta per donar classe a principiants i fer exàmens fins a 3r kiu.

- 2n nivell: Antigament anomenats Professor - Entrenador Nacional, actualment s'anomenen Tècnics Esportius de 2n nivell o Tècnic Esportiu de Base. Són requisits necessaris tenir el 2n dan atorgat per la RFEDJYDA/CSD (Consejo Superior de Deportes) i la titulació de 1r nivell de la mateixa especialitat. Aquesta titulació faculta per donar classe a alumnes confirmats i fer exàmens fins a 2n kiu.

- 3r nivell: Antigament anomenat Mestre - Entrenador Nacional,actualment s'anomenen Tècnics Esportius de 3r nivell o Tècnic Esportiu Superior. Són requisits necessaris tenir el 3r dan atorgat per la RFEDJYDA/CSD (Consejo Superior de Deportes) i la titulació de 2n nivell de la mateixa especialitat. Aquesta titulació faculta per ser el professor principal d'un Dojo,fer exàmens fins a 1r kiu i formar part de tribunals de graus Dan.

## Federacions i associacions
A causa del caràcter no competitiu de l'aikido molts consideren que no és necessària una unitat organitzativa, de manera que això ha donat lloc a la creació de moltes organitzacions sense cap lligam entre elles.
Podem considerar que la principal organització a escala mundial és l'aikikai Foundation, fundada pel 2n Doshu Kishomaru Ueshiba. L'aikikai dona el seu reconeixement a les organitzacions que compleixen una certa normativa, i aquest reconeixement és una condició imprescindible per formar part de la Federació Internacional d'Aikido, entitat aquesta que únicament reconeix a una sola federació per un determinat territori, no coincident necessàriament amb un estat.

### Balears
La principal organització és la Federación Balear de Judo y DA que pertany a la Real Federación Española de Judo y DA i agrupa la majoria de dojos. Principalment segueix dues línies tècniques, la de Yoshimitsu Yamada, 8è dan i la de Gerard Blaize, 7è dan.
A més hi ha altres tres organitzacions: ASAI (Asociación Aikido Ibiza), que segueix l'ensenyament de Yasunari Kitaura, 7è Dan, i és membre de l'ACAE (Asociación Cultural Aikikai de España). La MA-AI (Asociación Cultural Mallorca Aikikai)  i l'ASMENAI (Associació Menorquina d'Aikido
) són organitzacions independents.
També hi ha altres dojos que no formen part de cap d'aquestes organitzacions.

### Catalunya
Hi ha diverses organitzacions, principalment la FCJIDA Federació Catalana de Judo i Disciplines Associades, afliada a la RFEDJYDA, i que no segueix cap línia tècnica en concret. També hi ha:
- La ACAC (Associació Cultural Aikikai Catalunya), membre de l'ACAE i que segueix l'ensenyament d'en Yasunari Kitaura.[5]
- La ACK (Associació Cultural Kishintai), que segueix l'ensenyament d'en Yasunari Kitaura, però seguint la línia tècnica.[cal citació]
- L'ACFA Asociación Cultural Feilen Aikido, segueix l'ensenyament de Yoshimitsu Yamada.[cal citació]
- El Mutokukai Barcelona, segueix l'ensenyament de Stephane Benedetti, 6è dan, però no implica cap organització o associació jurídica, ja que els seus membres en alguns casos formen part de la FCJYDA i en altres casos són independents.[cal citació]
- L'Associació Catalana d'Aikido Yoshinkan, dirigida per Jacques Muguruza, 8è Dan del Hombu Dojo d'Aikido Yoshinkan del Japó.[cal citació]
- L'Escola AIAM (Escola Holística de Síntesis i Autoconeixement), dirigida per Jordi Calvet Banchs, fundador i director de l'escola.[cal citació]